# Río Taucu
Río Taucu är ett vattendrag  i Chile.   Det ligger i regionen Región del Biobío, i den södra delen av landet, 400 km sydväst om huvudstaden Santiago de Chile.
I omgivningen kring  Río Taucu växer i huvudsak blandskog och området är  glesbefolkat, med 11 invånare per kvadratkilometer.